# Montcuit
Montcuit és un municipi francès situat al departament de la Manche i a la regió de Normandia. L'any 2007 tenia 196 habitants.

## Demografia

### Població
El 2007 la població de fet de Montcuit era de 196 persones. Hi havia 81 famílies de les quals 28 eren unipersonals (20 homes vivint sols i 8 dones vivint soles), 24 parelles sense fills i 29 parelles amb fills.
La població ha evolucionat segons el següent gràfic:
Habitants censats

### Habitatges
El 2007 hi havia 109 habitatges, 87 eren l'habitatge principal de la família, 13 eren segones residències i 10 estaven desocupats. 105 eren cases i 2 eren apartaments. Dels 87 habitatges principals, 59 estaven ocupats pels seus propietaris, 26 estaven llogats i ocupats pels llogaters i 2 estaven cedits a títol gratuït; 5 tenien dues cambres, 15 en tenien tres, 18 en tenien quatre i 48 en tenien cinc o més. 80 habitatges disposaven pel capbaix d'una plaça de pàrquing. A 47 habitatges hi havia un automòbil i a 35 n'hi havia dos o més.

### Piràmide de població
La piràmide de població per edats i sexe el 2009 era:
| Homes | Edats   | Dones |
| ----- | ------- | ----- |
| 0     | 95 o +  | 0     |
| 0     | 90 a 94 | 0     |
| 0     | 85 a 89 | 0     |
| 0     | 80 a 84 | 4     |
| 4     | 75 a 79 | 4     |
| 4     | 70 a 74 | 4     |
| 4     | 65 a 69 | 4     |
| 8     | 60 a 64 | 8     |
| 4     | 55 a 59 | 8     |
| 0     | 50 a 54 | 0     |
| 16    | 45 a 49 | 8     |
| 4     | 40 a 44 | 0     |
| 8     | 35 a 39 | 0     |
| 16    | 30 a 34 | 8     |
| 4     | 25 a 29 | 4     |
| 0     | 20 a 24 | 4     |
| 4     | 15 a 19 | 0     |
| 4     | 10 a 14 | 8     |
| 4     | 5 a 9   | 0     |
| 16    | 0 a 4   | 0     |

## Economia
El 2007 la població en edat de treballar era de 131 persones, 94 eren actives i 37 eren inactives. De les 94 persones actives 81 estaven ocupades (47 homes i 34 dones) i 13 estaven aturades (3 homes i 10 dones). De les 37 persones inactives 18 estaven jubilades, 9 estaven estudiant i 10 estaven classificades com a «altres inactius».

### Ingressos
El 2009 a Montcuit hi havia 79 unitats fiscals que integraven 190 persones, la mediana anual d'ingressos fiscals per persona era de 16.207 €.

### Activitats econòmiques
Dels 5 establiments que hi havia el 2007, 3 eren d'empreses de construcció, 1 d'una empresa de comerç i reparació d'automòbils i 1 d'una empresa de serveis.
Dels 3 establiments de servei als particulars que hi havia el 2009, 2 eren fusteries i 1 electricista.
L'any 2000 a Montcuit hi havia 19 explotacions agrícoles que ocupaven un total de 390 hectàrees.

## Poblacions més properes
El següent diagrama mostra les poblacions més properes.